# Free as a Bird (Album)
Free as a Bird ist das neunte Studio-Album der britischen Pop-/Rockband Supertramp und deren erstes mit dem Gitarristen und Sänger Mark Hart und dem Blechbläser Lee Thornburg. Es erschien knapp 2½ Jahre nach dem Studioalbum Brother Where You Bound im Oktober 1987 und verkaufte sich in der Schweiz, aber auch in Deutschland, recht gut – sonst schleppend.

## Beschreibung
Für die Aufnahmen zum Album Free as a Bird trat die Band so auf: Von der klassischen Besetzung, die wie bereits im Jahr 1985 als Quartett agierte, waren Rick Davies (Keyboards, Timbales, Gesang), John Helliwell (Saxophone, Blechblasinstrumente), Bob Siebenberg (Schlagzeug) und Dougie Thomson (Bassgitarre) noch dabei. Hinzu kamen mehrere Gastmusiker: Als zweiter Sänger und Keyboarder fungierte erstmals Mark Hart (Gitarren, Keyboards, Gesang; seit 1993 Mitglied der Band Crowded House), der per Hauptstimme zusammen mit Davies Where I Stand sang und im Titelsong einen wichtigen Teil gegen Ende beisteuerte. Außerdem wurde die Gruppe zum Beispiel durch mehrere Holz- und Blechbläser, darunter Scott Page, der die Band auf dem Vorgänger-Album und in Supertramp-Tourneen unterstützte, erstmals in der Bandgeschichte durch Lee Thornburg (Trompete, Blechblasinstrumente), und durch Hintergrundsänger und -sängerinnen ergänzt. Zudem agierte Steve Reid an Perkussionsinstrumenten.
Nach dem progressiven Erfolgs-Album Brother Where You Bound lieferten Supertramp mit Free as a Bird ein poppig-jazziges Studio-Album ab, wobei Davies’ stakkatohaftes Klavierspiel als Markenzeichen der Band zumindest teilweise erhalten blieb, die Band setzte jedoch auch stärker auf damals aktuelle Synthesizer, welche auch teilweise Orgel und E-Piano ersetzten. Alle Lieder wurden von Davies getextet, komponiert und gesungen, außer Where I Stand, das Davies und Hart gemeinsam schrieben und sangen. Der bekannteste Song ist das in seinem Schlussteil gospelartige und – wie das discoartige I’m Beggin’ You – als Single ausgekoppelte Titellied Free as a Bird, welches als einziger Song des Albums auch noch nach der zum Album gehörigen Tournee von Supertramp live gespielt wurde. Interessant inszeniert ist das an frühere Bandzeiten erinnernde Thing for You, das aber auch auf dem jazzigeren Stil von Some Things Never Change vorwegnimmt, und der einzige Song des Albums ist, auf dem Davies Mundharmonika spielt. An den Vorgänger Brother Where You Bound erinnert dagegen das komplexe An Awful Thing to Waste, bei dem Mark Hart ein langes Gitarrensolo spielt, dem von David Gilmour auf Brother Where You Bound nicht unähnlich.
Das Titelfoto des Album-Büchleins zeigt den französischen Maler, Grafiker und Bildhauer Georges Braque (1882–1963) beim Malen eines weißen Vogels; dies war laut der Albumhülle „in seinem Studio, 1954“.
Mit den Songs des Albums Free as a Bird, das im typischen 1980er-Jahre-Sound kantig-steril klingt, und vielen Supertramp-Klassikern im Gepäck ging die Band auf Tournee, aus der 1988 das Live-Album Live ’88 hervorging.

## Liedliste
Das Album Free as a Bird enthält neun Lieder. Die angegebenen Liedlängen des damals auch als LP (A&M 395181 1) veröffentlichten Albums beziehen sich auf die originale CD-Version (A&M 395181 2), die insgesamt 44:16 Minuten lang ist.
1. It’s Alright – 5:01 – (Davies)
2. Not the Moment – 4:37 – (Davies)
3. It Doesn’t Matter – 4:53 – (Davies)
4. Where I Stand – 3:41 – (Davies / Hart); Hauptstimme: Davies und Hart
5. Free as a Bird – 4:26 – (Davies)
6. I’m Beggin’ You – 5:30 – (Davies)
7. You Never Can Tell With Friends – 4:18 – (Davies)
8. Thing for You – 4:01 – (Davies)
9. An Awful Thing to Waste – 7:49 – (Davies)

## Besetzung
Die Band:
- Rick Davies – Keyboards, Timbales, Gesang
- John Helliwell – Saxophone
- Bob Siebenberg – Schlagzeug
- Dougie Thomson – Bassgitarre

Zusätzliches Personal
- Mark Hart – Gitarren, Keyboards, Gesang, Hintergrundgesang
- Marty Walsh – Gitarren, Hintergrundgesang
- Lee Thornburg – Trompeten-Solo, Blechblasinstrumente
- Nick Lane – Blechblasinstrumente
- Scott Page – Saxophone
- David Woodford – Saxophone
- Lon Price – Saxophone
- Steve Reid – Perkussion
- Linda Foot – Hintergrundgesang
- Lise Miller – Hintergrundgesang
- Evan Rogers – Hintergrundgesang
- Karyn White – Hintergrundgesang

## Aufnahme
Das Album Free as a Bird wurde von 1986 bis 1987 in den USA in diesen Tonstudios aufgenommen und gemischt: Die Tonaufnahmen fanden in den Ocean Way Studios (Hollywood, Los Angeles) und The Backyard Studios (Encino, Los Angeles) statt. Abgemischt wurde die Platte bei Larrabee Sound (West Hollywood, Kalifornien) und das Mastering wurde bei Masterdisk (Manhattan, New York City) durchgeführt.

## Produktion
- Produzenten: Rick Davies, Supertramp
- Co-Produzent: Tom Lord-Alge (bei It’s Alright)
- Toningenieur: Norman Hall
- Toningenieur-Assistenten: Bob Loftus, Jeff Lorenzen
- Abmischung: Tom Lord-Alge
- Mastering: Bob Ludwig
- Künstlerische Leitung: Richard Frankel
- Cover-Gestaltung: Richard Frankel
- Photographie der vier Bandmitglieder: Raul Vega
- Photographie Braque In His Studio, 1954; Titelfoto: Mariette Lachaud
- Management: Sue Davies

## Kommerzieller Erfolg

### Chartplatzierungen

#### Album
Das Album Free as a Bird stieg in der Schweiz in die Top-20, in Deutschland und Schweden in die Top 30 der jeweiligen Album-Charts. In den USA kam es in den Billboard 200 lediglich auf Platz 101, womit es zum ersten Supertramp-Album seit dem 1971er-Album Indelibly Stamped wurde, das nicht in die Billboard Hot 100 kletterte.
| ChartsChartplatzierungen       | Höchstplatzierung | Wochen |
| ------------------------------ | ----------------- | ------ |
| Deutschland (GfK)              | 23 (7 Wo.)        | 7      |
| Schweiz (IFPI)                 | 14 (5 Wo.)        | 5      |
| Vereinigte Staaten (Billboard) | 101 (11 Wo.)      | 11     |
| Vereinigtes Königreich (OCC)   | 93 (1 Wo.)        | 1      |

#### Singles
Die Single I’m Beggin’ You, mit No Inbetween aus dem 1985er-Album als zweites Lied, avancierte in den USA zum Club-Hit und die Single Free as a Bird (Titelstück des gleichnamigen Albums), mit Thing for You als zweiter Song, zum kleinen Hit.

| Jahr | Titel          | Höchstplatzierung, Gesamtwochen, AuszeichnungChartplatzierungen (Jahr, Titel, , Platzierungen, Wochen, Auszeichnungen, Anmerkungen) | Höchstplatzierung, Gesamtwochen, AuszeichnungChartplatzierungen (Jahr, Titel, , Platzierungen, Wochen, Auszeichnungen, Anmerkungen) | Höchstplatzierung, Gesamtwochen, AuszeichnungChartplatzierungen (Jahr, Titel, , Platzierungen, Wochen, Auszeichnungen, Anmerkungen) | Höchstplatzierung, Gesamtwochen, AuszeichnungChartplatzierungen (Jahr, Titel, , Platzierungen, Wochen, Auszeichnungen, Anmerkungen) | Höchstplatzierung, Gesamtwochen, AuszeichnungChartplatzierungen (Jahr, Titel, , Platzierungen, Wochen, Auszeichnungen, Anmerkungen) | Anmerkungen            |
| Jahr | Titel          | DE | AT | CH | UK | US | Anmerkungen            |
| ---- | -------------- | --- | --- | --- | --- | --- | ---------------------- |
| 1987 | Free as a Bird | — | — | — | UK95 (1 Wo.)UK | — | B-Seite: Thing for You |

### Auszeichnungen für Musikverkäufe
| Land/Region          | Auszeichnungen für Musikverkäufe (Land/Region, Auszeichnung, Verkäufe) | Verkäufe |
| -------------------- | ---------------------------------------------------------------------- | -------- |
| Frankreich (SNEP)    | Gold                                                                   | 100.000  |
| Kanada (MC)          | Gold                                                                   | 50.000   |
| Schweiz (IFPI)       | Gold                                                                   | 25.000   |
| Spanien (Promusicae) | Gold                                                                   | 50.000   |
| Insgesamt            | 4× Gold ·                                                              | 225.000  |

Hauptartikel: Supertramp/Auszeichnungen für Musikverkäufe

## Neuveröffentlichung 2002
Am 30. Juli 2002 erschien ebenfalls vom Label „A&M Records“ eine überarbeitete Neuauflage des Albums Free as a Bird, deren Aufnahme von den originalen Bändern stammt. Das Büchlein enthält die Album-Gestaltung (mit Liedtexten) der Original-CD.
Aufnahme und Produktion:
- Remastering – Sterling Sound (Manhattan, New York City) – Greg Calbi und Jay Messina
- Remastering-Aufsicht – Bill Levenson
- Künstlerische Leitung – Vartan
- Cover-Gestaltung – Mike Diehl
- Produktions-Koordination – Beth Stempel